# موزه رضا شاه (باغ هرندی)
موزه رضا شاه (باغ هرندی) مربوط به اواخرقرن ۱۳ ه.ق است و در کرمان، خیابان فردوسی واقع شده و این اثر در تاریخ ۱۸ آذر ۱۳۵۴ با شمارهٔ ثبت ۱۱۷۰ به‌عنوان یکی از آثار ملی ایران به ثبت رسیده است.